# Encarsia maritima
Encarsia maritima är en stekelart som beskrevs av Yasnosh 1989. Encarsia maritima ingår i släktet Encarsia och familjen växtlussteklar. Inga underarter finns listade i Catalogue of Life.